# Gomesa forbesii
Gomesa forbesii är en orkidéart som först beskrevs av William Jackson Hooker, och fick sitt nu gällande namn av Mark W. Chase och Norris Hagan Williams. Gomesa forbesii ingår i släktet Gomesa och familjen orkidéer. Inga underarter finns listade i Catalogue of Life.